# Chapelle Saint-Loup de Saint-Loubès
Pour les articles homonymes, voir Saint-Loup.
La chapelle Saint-Loup est une chapelle romane du XIIe siècle située sur la commune de Saint-Loubès, dans le département de la Gironde, en France.

## Localisation
La chapelle se trouve rue du Prieuré, adossée à l'église Saint-Pierre, au centre de Saint-Loubès.

## Historique
La chapelle du prieuré de Saint-Loubès est le seul témoin d'un établissement bénédictin fondé par les moines de l'Abbaye de La Sauve-Majeure à la fin du XIe siècle. L'église du prieuré est le plus ancien bâtiment de la commune et l'un des deux derniers vestiges de prieurés qui restent encore debout dans la région, sur les 76 que créa l'abbaye de la Sauve. 
La chapelle était un élément d'un ensemble qui comprenait un cloître, des dortoirs et un réfectoire - de ceux-là, il ne reste rien. Le prieuré était un lieu de passage pour les pèlerins de Saint-Jacques de Compostelle qui traversaient la Dordogne à partir d u port d'Asques vers le port de Cavernes, sur la paroisse de Saint-Loubès. Cet ensemble était important : en 1237, le sénéchal Henri et ses 200 cavaliers s'y feront héberger...
L'ancien prieuré est l'une des premières fondations de prieurés dépendant de cette abbaye. Le Grand Cartulaire en fait mention dès 1097. Le système de construction, en petits moellons cubiques, probablement de récupération d'un édifice précédent, permet d'envisager une datation antérieure à 1097, peut-être carolingienne. 
La chapelle actuelle était édifiée vers le milieu du XIIIe siècle, sous l’autorité de Bertrand de Saint-Loubès, abbé de La Sauve-Majeure. Dans les années 1220-1230 un programme de transformation envisage un voûtement de l'église. Le chevet est reconstruit en un moyen appareil régulier, sur un plan barlong avec une voûte d'ogives quadriparties. Un arc brisé assure la séparation de la nef et le chœur. Les murs de la nef furent renforcés par des arcs brisés et de nouveaux contreforts. Mais la prospérité de l'abbaye de la Sauve ne dure pas et son patrimoine périclite. En particulier, l'abbaye ne parvient pas à achever les travaux de l'église. Vers 1245, Bertrand de Saint-Loubès est contraint d'organiser une quête dans toute la province pour tenter de réaliser la voûte du bâtiment. 
Au début du XIVe siècle un décor peint est ajouté à l'église. Il subsiste seulement quelques vestiges au chœur.
En 1610, lors de son passage dans la paroisse, François de Sourdis constate le mauvais état de l'église dont la voûte n'a pu être achevée.

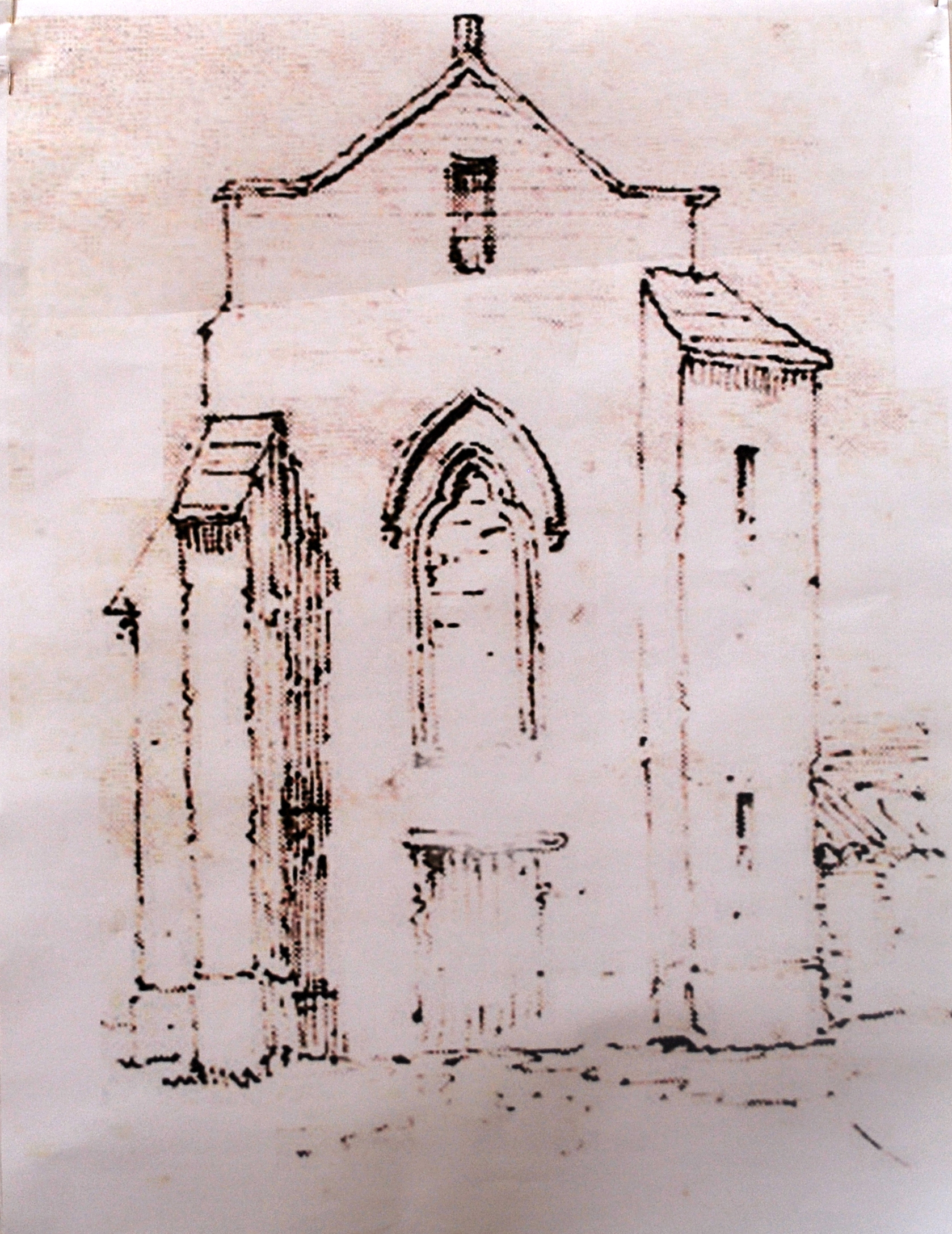
Façade Est (Drouyn c 1855)

La chapelle perd sa vocation religieuse en 1789, avant d'être vendue comme bien national. Le Prieuré ce fait inventorié comme suite : « … un prieuré appartenant cy-devant aux bénédictins de La Sauve, consistant en un grand bâtiment servant cy-devant d'église, un cuvier, un chay et un domaine, plus environ huit journaux de terre labourable, plus un journal de pré, plus une rente en nature de sept boisseaux de mesure sur un moulin à eau appelé de Canteranne, plus plusieurs autres fiefs.. le toute évalué à la somme de 16 000 francs » .
Le 18 Fructidor an III, le citoyenne Cayre se portait acquéreur pour le prix de 14 300 francs, payable en dix ans (de Comet, p 89) et le prieuré devient un chai et un cuvier. Autant dire que l'entretien des lieux ne sera pas meilleur après qu'avant. Au cours du XIXe siècle l'édifice est transformé en chai ; l'intérieur est subdivisé par des murs ; une porte est percée dans le chevet (voir le dessin de Léo Drouyn).
En 1980, la commune de Saint-Loubès achète l'église. C'est le début d'un lent sauvetage qui prendra 20 ans. L'inauguration de la chapelle restaurée aura lieu en septembre 2000.
À la suite de « fouilles sauvages » en 1990, trois sarcophages ont été mis au jour. Deux sont toujours en place, contre les murs de la nef au pied de l'emmarchement qui mène au chœur. Il semble que les sarcophages ont été mis en place au XVIe siècle au moment d'un aménagement du chœur. Ils proviennent probablement d'un autre site de la paroisse, le lieu-dit du Truch, où de nombreux vestiges de l'époque gallo-romane ont été trouvés, en particulier des sarcophages du même type.
À partir de 1996, la chapelle devient un centre d’activité artistique (théâtre, chorales, sculpture, dessins et peinture).

## La chapelle aujourd'hui
La chapelle consiste d'un simple vaisseau rectangulaire scandé de contreforts et terminé par un chevet plat. Le mur nord garde une série de corbeaux, vestiges des bâtiments conventuels qui appuyaient sur l'église.
| - Plan de Léo Drouyn c 1855 |

| - La nef et le chœur - Niche |

Seule la travée de chœur conserve sa voûte d'ogives originelle. Elle est soutenue par des colonnettes reposant sur des chapiteaux gorgerins à motifs végétaux. Le clef de voûte est orné d'une main bénissant.
Dans le mur nord du chœur se trouve une grande niche. La fonction exacte de la niche n'est pas connue avec certitude. Elle aurait pu servir de tabernacle, mais elle est très grande. Le mur du fond de la niche n'est pas épais et est peut-être récent. Sans ce mur la niche serait une ouverture vers la partie conventuel du prieuré, d'où l'hypothèse que lors d'un afflux de pèlerins de Saint-Jacques, elle permettait d'assister à la messe quand l'église était plein.
| - Chapiteau à feuilles de chêne - Chapiteau à crochets |

|  |

Les peintures murales : Des vestiges de peintures monumentales, datent du XIVe siècle, se trouvent sur deux segments de la voûte du choeur.
Alix Barbet, Directrice de recherche au C.N.R.S., spécialiste des fresques et peintures murales, a fait un travail de préservation à des fins de restaurations futurs.
On trouve des fragments de :
- Archivoltes à rinceau
- Un personnage barbu portant un capuchon ; le bras d'un autre personnage
- Adam tenant le tronc de l'arbre de la connaissance
- Un personnage orant
- Adam et Eve face-à-face.

Les vitraux sont l’œuvre du Maître-verrier bordelais Bernard Fournier. Sans évoquer un symbolisme chrétien il a fait un lien avec l'histoire de l'édifice en représentant une bougie qui se consomme et dont la flamme se prolonge.
|  |

La chapelle a été inscrite au titre des monuments historiques par arrêté du 7 octobre 1992.